# Капра, Фрэнк
Фрэнк Ка́пра (также Франк Капра; англ. Frank Capra), урожд. Франче́ско Роза́рио Ка́пра (итал. Francesco Rosario Capra; 18 мая 1897[…], Бизаквино, Сицилия — 3 сентября 1991[…], Ла Квинта, Калифорния) — американский кинорежиссёр и продюсер итальянского происхождения, мастер бурлескной комедии, лауреат премии «Оскар» (1935, 1937, 1939). Помимо режиссуры, Капра активно работал в киноиндустрии, занимаясь различными политическими и общественными делами. Он был президентом Академии кинематографических искусств и наук, работал вместе с Гильдией писателей Америки и возглавлял Гильдии режиссёров Америки с 1939 по 1941 и с 1960 по 1961 год.

## Биография
Капра родился в деревне Бисаккино недалеко от Палермо (Сицилия, Италия). Он был самым младшим из семи детей Сальваторе Капры, плодовода и Розарии «Серы» Николози. Родители Капры были католиками. Имя «Капра», отмечает биограф Капры Джозеф Макбрайд, указывает на близость его семьи к земле и означает «коза». Он отмечает, что английское слово «капризный» происходит от этого слова, «пробуждая пугливый темперамент животного», добавляя, что «имя аккуратно выражает два аспекта личности Фрэнка Капры: эмоциональность и упрямство».
В 1903 году пятилетний Капра вместе с семьей эмигрировал в Соединенные Штаты в трюме парохода «Германия». Для Капры путешествие, которое заняло 13 дней, оставалось в его памяти до конца его жизни как один из его худших переживаний: «Вы все вместе — у вас нет личной жизни. У вас есть детская кроватка. Очень немногие люди имеют сундуки или что-нибудь, что занимает место. У них есть только то, что они могут носить в руках или в сумке. Никто не снимает их одежду. Там нет вентиляции, и он воняет как ад. Они все несчастны. Это самое унизительное место, где ты когда-либо мог быть». Капра помнит прибытие корабля в гавань Нью-Йорка, где он увидел «статую великой дамы, выше церковного шпиля, держащей факел над землёй, в которую мы собирались войти». Он вспоминает восклицание своего отца при виде: «Сиччио, смотри! Посмотри на это! Это величайший свет со времен Вифлеемской звезды! Это свет свободы! Помни это».
Семья поселилась в восточной части Лос-Анджелеса (ныне Чайнатаун) вместе с ранее эмигрировавшим старшим братом Фрэнка, Бенедетто. Капра описал этот район в своей автобиографии как итальянское «гетто». Отец Капры работал сборщиком фруктов, а юный Фрэнк продавал газеты после школы в течение 10 лет, пока не окончил среднюю школу.
Вместо того чтобы работать после окончания учёбы, как хотели его родители, он поступил в Институт Труппа (будущий Калифорнийский технологический институт). Он работал в колледже при институте, играл на банджо в ночных клубах и устраивался на случайные работы, включая работу в прачечной на кампусе и чистку двигателей на местной электростанции. Он изучал химическое машиностроение и окончил институт весной 1918 года с дипломом инженера-химика. Позднее Капра писал, что его высшее образование «изменило всю свою точку зрения на жизнь с точки зрения уличной крысы на точку зрения культурного человека».
В 1918 году Капра завербовался в армию США, переболел испанкой, выжил и был комиссован по болезни. С 1920 — гражданин США, официальное имя — Фрэнк Рассел Капра.
С 1926 — режиссёр немых комедийных короткометражек в соавторстве со сценаристом Робертом Рискином (партнёрство продолжалось до 1940, когда Рискина сменил Сидни Бакман. В 1933 приступил к съёмкам фильма «Это случилось однажды ночью», принёсшего славу и первый «Оскар». Ведущие артисты Роберт Монтгомери, Мирна Лой и др. отвергли предложения о съёмках под предлогом слабого, по их мнению, сценария; другие — из-за обязательств перед своими студиями, третьи — из-за того, что главная героиня по ходу фильма носит всего два костюма. В результате партнёршей к Кларку Гейблу пришлось взять малоизвестную Клодетт Кольбер, взявшую в итоге «Оскара» за лучшую женскую роль. Всего же фильм получил пять «Оскаров», по всем ведущим номинациям. За этим следует череда успешных предвоенных фильмов — «Мистер Смит едет в Вашингтон», «Познакомьтесь с Джоном Доу» и оскароносные «Мистер Дидс переезжает в город», «С собой не унесёшь». У Капры снимались (и во многом обязаны ему успехом) такие звёзды, как Барбара Стэнвик, Гэри Купер, Кэри Грант.
В 1937 Капра снимает фэнтези «Потерянный горизонт». Изначально Капра планировал снимать её в цвете, но так как ключевые для фильма сцены лавины в Гималаях были доступны только в чёрно-белой хронике, то и фильм был снят чёрно-белым. Бюджет фильма превысил первоначальную смету в полтора миллиона долларов почти вдвое. Первая авторская версия фильма длилась шесть часов; для первого просмотра Капра урезал её до трёх с половиной — и фильм провалился на пробных просмотрах. Режиссёр уничтожил фильм. В прокат пошла укороченная версия; спустя несколько лет, цензоры ещё раз укоротили фильм, вырезав 22 минуты «прокоммунистических» сцен из жизни мифического Шангри-Ла. Архивные копии со временем испортились, поэтому в современных, реставрированных изданиях фильма многие сцены заменены неподвижными кадрами.
В годы Второй мировой войны Капра работал на пропаганду США, выпустив восемь документальных военных фильмов, семь из которых вошли в цикл «Почему мы сражаемся». В 1944 он возвращается к комедии, сняв «Мышьяк и старые кружева» с Кэри Грантом. В 1946 снимает свой самый известный фильм, «Эта замечательная жизнь» (который в гонке за «Оскарами» уступил «Лучшим годам нашей жизни»). После Второй мировой войны карьера Капры пошла на спад, так как его более поздние фильмы показали плохие результаты в прокате. В последующие десятилетия, однако, «Это прекрасная жизнь» и другие фильмы о Капре были вновь одобрены критиками.
Режиссёр продолжал снимать до 1961; его планы снимать научную фантастику в шестидесятые годы не реализовались.
Капра был женат дважды, имел трёх детей. Несмотря на то, что его фильмы тридцатых годов несут демократический заряд рузвельтского «нового курса», в частной жизни он был консерватором. В 1971 году Капра опубликовал автобиографию, которую исследователи считают, как минимум, не вполне правдивой. Своё имение в Калифорнии он завещал своей альма-матер, Калифорнийскому технологическому институту.
Умер в 1991 году. Похоронен на общественном кладбище долины Коачелла.
В 2018 году производное прилагательное от фамилии режиссёра Capraesque было включено в Оксфордский словарь английского языка.

## Избранная фильмография
- 1926 — Силач / The Strong Man
- 1927 — Длинные штаны / Long Pants
- 1928 — Идол дневных спектаклей / The Matinee Idol
- 1928 — Власть прессы / The Power of the Press
- 1930 — Дамы для досуга / Ladies of Leisure
- 1930 — И в дождь, и в зной / Rain or Shine
- 1931 — Чудесная девушка / The Miracle Woman
- 1931 — Платиновая блондинка / Platinum Blonde
- 1932 — Недозволенное / Forbidden
- 1932 — Американское безумие / American Madness
- 1933 — Горький чай генерала Йена / The Bitter Tea of General Yen
- 1933 — Леди на один день / Lady for a Day
- 1934 — Это случилось однажды ночью / It Happened One Night
- 1934 — Бродвей Билл / Broadway Bill
- 1936 — Мистер Дидс переезжает в город / Mr. Deeds Goes to Town
- 1937 — Потерянный горизонт / Lost Horizon
- 1938 — С собой не унесёшь / You Can’t Take It with You
- 1939 — Мистер Смит едет в Вашингтон / Mr. Smith Goes to Washington
- 1941 — Познакомьтесь с Джоном Доу / Meet John Doe
- 1942 — Прелюдия к войне[англ.] / Prelude to War
- 1943 — Битва за Россию / The Battle of Russia
- 1944 — Мышьяк и старые кружева / Arsenic and Old Lace
- 1946 — Эта замечательная жизнь / It’s a Wonderful Life
- 1948 — Состоят в браке / State of the Union
- 1951 — Жених возвращается / Here Comes the Groom
- 1959 — Дыра в голове / A Hole in the Head
- 1961 — Пригоршня чудес / Pocketful of Miracles